# Michael Najjar
Michael Najjar (* 31. Oktober 1966 in Landau in der Pfalz) ist ein deutscher Fotokünstler. Er lebt und arbeitet in Berlin. Er arbeitet eng an der Schnittstelle von Kunst, Wissenschaft und Technologie und wirft einen kritischen Blick auf die technologischen Entwicklungen, die das frühe 21. Jahrhundert bestimmen und drastisch verändern.

## Leben
Von 1988 bis 1993 studierte Najjar bei Thomas Born und Anna Elisa Heine an der Berliner bildo Akademie für Kunst und Medien. Während dieser Zeit beschäftigte er sich mit den Medientheorien von Vilém Flusser, Paul Virilio und Jean Baudrillard, die bis heute sein künstlerisches Schaffen prägen. 1993 schloss er sein Studium mit Diplom in Medienkunst mit dem Schwerpunkt Fotografie ab. Die in seiner Kunst stark ausgeprägte globale Perspektive wurde durch sein Leben und Arbeiten in Brasilien, Kuba, Spanien, England, Japan und den Vereinigten Staaten geprägt. Von 2012 bis 2017 war Michael Najjar Hasselblad-Botschafter. In den Jahren 2018, 2019 und 2025 wurde er für den Prix Pictet nominiert. Im Jahr 2019 kam er in die engere Auswahl für den Sony World Award und wurde als Gastkünstler in das Physiklabor des CERN eingeladen. 2024 war er Stipendiat der ACAF (Australian Chinese Art Foundation). Michael Najjar ist außerdem ein Virgin Galactic Future Astronaut und möchte als erster zeitgenössischer Künstler ins All fliegen. 

## Werk
Michael Najjar gehört zu einer künstlerischen Avantgarde, die sich auf komplexe und kritische Weise mit den technologischen Entwicklungen auseinandersetzt, die das frühe 21. Jahrhundert bestimmen und drastisch verändert haben. Seine Foto- und Videoarbeiten entwickelt Najjar aus einem interdisziplinären Kunstverständnis heraus. Er verknüpft Wissenschaft, Kunst und Technologie zu künstlerischen Visionen und Utopien zukünftiger Gesellschaftsordnungen, die sich unter dem Einfluss neuer Technologien herausbilden.
Najjars Werke sind thematisch in Serien zusammengefasst. Seine multidimensionale Arbeitsweise führt ihn häufig zu interdisziplinären Kooperationen mit Wissenschaftlern, Forschern und Ingenieuren. Die Bandbreite seiner Themen reicht von der Transformation globaler Megacities durch die Verdichtung von Informationsnetzwerken („netropolis“, 2003–2006 und seit 2016), der Darstellung des menschlichen Körpers im Wandel durch biogenetische Eingriffe („bionic angel“, 2006–2008), die Virtualisierung der Finanzmärkte anhand intelligenter Algorithmen („high altitude“, 2008–2010) bis hin zu den jüngsten Entwicklungen in der Weltraumforschung sowie ihrer Einflussnahme auf die Gestaltung unseres zukünftigen Lebens im All („outer space“, seit 2011). Seit 2021 arbeitet Najjar an der Serie „cool earth“, die sich mit der planetaren Zukunft in Zeiten des Klimawandels auseinandersetzt und Themen wie das Anthropozän, Geoengineering und das Verhältnis zwischen Mensch und Natur in den Fokus rückt.
cool earth (seit 2021):
Die neuste Werkgruppe des Künstlers „cool earth“ Serie setzt sich mit unserer planetaren Zukunft in Zeiten des Klimawandels auseinander. Sie thematisiert die weitreichenden ökologischen und kulturellen Auswirkungen des Klimawandels, welcher zu einer Neudefinition der Beziehung zwischen Mensch und Natur führt. Der vom Menschen verursachte Wandel des Klimas manifestiert sich zunehmend als kaum noch abwendbare Bedrohung für die Spezies selbst. Wir nähern uns einer Zeit in der unsere mechanischen, elektronischen und biologischen Artefakte das System der Erde selbst steuern können. Das Technische konkurriert mit dem Natürlichen um die zukünftige Gestalt der Welt. Um dem fortschreitenden Klimawandel und der existenziellen Bedrohung unseres planetaren Ökosystems entgegenzuwirken, diskutieren Wissenschaftler zunehmend die Möglichkeiten großräumiger technischer Eingriffe in die Erdsysteme, das sogenannte Climate- oder Geoengineering. Der Begriff bezeichnet gezielte technische Eingriffe in geo- und biochemische Kreisläufe der Erde, in die Ozeane, in die Böden und in die Atmosphäre.
In der „cool-earth“-Serie geht es um eine neue Natürlichkeit zukünftiger künstlicher Landschafts- und Klimazonen. Das Konzept der Werkgruppe setzt bei Alexander von Humboldt an, der als Erster die Interkonnektivität des Erdklimas erforscht und dokumentiert hat, spannt den Bogen über den aktuellen Klimawandel in eine Zukunft, in der der Mensch mittels Technologie die Kontrolle über das Erdklima zu übernehmen versucht.
outer space (seit 2011):
In seiner Werkserie „outer space“ befasst sich Najjar mit den jüngsten Entwicklungen in der Weltraumforschung sowie ihrer Einflussnahme auf die Gestaltung unseres zukünftigen Lebens auf der Erde, in der nahen Erdumlaufbahn und auf anderen Planeten. Die kulturelle Dimension, die dieser Übergangsprozess hin zu einer größeren menschlichen Präsenz im Weltraum eröffnet, steht im Mittelpunkt der bislang umfangreichen Werkserie, die inzwischen über 60 fotografische und 5 Videoarbeiten umfasst. Mit dieser Serie ist der performative Aspekt von Najjars Arbeit deutlich stärker in den Vordergrund gerückt. Kletterte der Künstler für seine früheren Serien auf Wolkenkratzer und bestieg in einer mehrwöchigen Expedition erfolgreich einen der höchsten Berge der Welt, wird Najjar in naher Zukunft mit einem Raumgleiter selbst in den Weltraum fliegen. Der Künstler setzt sich einmal mehr extremen Erfahrungen aus und testet seine mentalen und physischen Grenzen im Kontext hochkomplexer, technologischer Umfelder. Aus diesen Erfahrungen schafft er einzigartige Foto- und Videoarbeiten. Najjar nutzt seinen eigenen Körper als Medium der Performance – der Künstler wird zum Weltraum(er)fahrer.
Vorbereitend für seinen Raumflug unterzog er sich 2013 einem intensiven Raumfahrertraining im russischen Sternenstädtchen (Swjosdny Gorodok). Dazu gehörten Jetflüge in die Stratosphäre, Schwerelosigkeits-, Zentrifugal- und Spacewalktraining sowie ein HALO-Sprung aus 10.000 Meter Höhe. Najjar setzte sich extremen Erfahrungen aus und testete seine mentalen sowie physischen Grenzen im Rahmen hochkomplexer, technischer Umfelder. Im Rahmen der Serie beschäftigt sich Najjar seit 2017 außerdem mit der Thematik Terraforming, der Umformung fremder Planeten in bewohnbare, erdähnliche Himmelskörper.
Die Serie umfasst außerdem eine Zusammenstellung zeitgenössischer Visionen eines zukünftigen Lebens und Arbeitens im Weltraum. Diese Visionen, die den Kunstwerken inhärent sind, wurden vom Künstler in Auftrag gegeben und in einer Reihe von „Vision Statements“ artikuliert, die von führenden Persönlichkeiten der Weltraumforschung, Wissenschaft, Architektur und Philosophie verfasst wurden.
netropolis (2003–2006 und seit 2016):
Inspiriert durch Fritz Langs monumentales und futuristisches Filmwerk „Metropolis“ (1927) und Ridley Scotts dystopischer Cyberpunkvision „Blade Runner“ (1982) führt Michael Najjar mit seiner Werkgruppe „netropolis“ die künstlerische Auseinandersetzung mit der Megacity ins 21. Jahrhundert. Im urbanen Raum spiegelt sich ein Zeitalter wider, in dem der globale Fluss des Kapitals und ein unsichtbarer Strom von Daten zu einem allumfassenden Netzwerk werden. Es entstehen technische Fließräume, die durch Verkehr, Information, Kommunikation und Handelsströme kontinuierlich expandieren und zu immer tiefer durchdringenden Vernetzungen führen. Die großformatigen Schwarzweißfotografien aus der „netropolis“-Serie zeigen einen panoramatischen Blick auf die Stadt, in dem alle vier Himmelsrichtungen in einem einzigen Bild komprimiert werden. Die wechselseitige Durchdringung der vier Blickrichtungen Norden, Süden, Osten, Westen erzeugt eine gewebeartige Struktur, es entstehen raumzeitliche Dehnungen, Verdichtungen und Rekonstruktionen, die Najjar als Sinnbild für den abstrakten und unendlichen Datenhorizont unserer Megacities begreift. Die elektronische Topografie unserer Megacities impliziert daher auch das Verschwinden von Raum und Zeit, die Beschleunigung als beherrschende Dimension unserer Welt reduziert urbane Strukturen mitsamt ihrem sozialen Gewebe zunehmend auf ein Datenrauschen. Die „netropolis“-Arbeiten wurden weltweit ausgestellt und gezeigt, unter anderem auf der Venedig Architektur Biennale 2006.
high altitude (2008–2010):
Für seine Serie „high altitude“ bestieg Michael Najjar den Aconcagua, den mit 6.962 Meter Höhe höchsten Berg der Welt außerhalb Asiens. Am 29. Januar 2009 erreichte er mit seinem Bergführer Leonardo Bazzana den Gipfel. Najjar fotografierte bei der Besteigung Bergrücken, deren versteinerte Zickzackkurven ihm als Repräsentation der Monumentalität der Finanzmärkte dienten. Er hat die während der Expedition gemachten Aufnahmen digital modifiziert, sodass die Werke schließlich die Börsenentwicklung der weltweit wichtigsten Leitindizes visualisieren. Was wir sehen, sind die Bewegungen der tektonischen Platten der Weltwirtschaft in den letzten zwanzig bis dreißig Jahren, in deren Verlauf neue Gipfel entstehen und Erdbeben und Erosion unvermeidlich sind. Die Gebirgszüge der Serie „high altitude“ versinnbildlichen den schmalen Grat zwischen Realität und Simulation. Najjar zeigt das Erhabene in einer Zeit, in der die Informationstechnologien allmächtig geworden sind.
bionic angel (2006):
Die Werkgruppe „bionic angel“ thematisiert die zukünftige Transformation und technologische Steuerung der menschlichen Evolution. Entwicklungen in der Genetik, Robotic, Informations- und Nanotechnologie verändern den menschlichen Körper, den Geist, unsere Erinnerungen, Identität und Nachkommenschaft. Die Technologien konvergieren mit dem Ziel der Verbesserung der human performance. Orientiert an idealisierten Körperdarstellungen aus Antike und Renaissance, verweist die Werkserie „bionic angel“ auch auf die Thematik der Metamorphose in der klassischen griechischen Mythologie.

## Projekte Studio Michael Najjar
- 2015 eröffnete das Kameha Grand in Zürich die weltweit erste „Space Suite“, die vom Studio Michael Najjar gestaltet wurde.[10]
- 2016 wurde das Studio Michael Najjar für die Gestaltung der „Space Suite“ als Finalist für den European Hotel Design Award nominiert.[11]
- 2021/2022: In Zusammenarbeit mit der Michael-Stich-Stiftung gestaltet Michael Najjar für das UKE - Klinik für Kindermedizin in Hamburg eine komplette Etage. Das gestalterische Konzept basiert auf seiner „outer space“-Serie.

## Ausstellungen
In den letzten 25 Jahren waren Michael Najjars Werke in zahlreichen Museumsausstellungen und Biennalen zu sehen.